# Tiziana De Giacomo
Tiziana De Giacomo (Napoli, 17 settembre 1983) è un'attrice italiana.

## Biografia
Attrice, cantante e conduttrice, dal 2008 inizia a lavorare come attrice in film come Il seme della discordia di Pappi Corsicato, Il ragazzo che abitava in fondo al mare e tanti altri. Nel 2010 inizia un sodalizio artistico con Maurizio Casagrande, con il quale recita in numerosi film e spettacoli teatrali dopo aver partecipato al concorso nazionale Miss Italia entrando nelle finaliste dell'edizione del 2009. Dal 2014 al 2016 protagonista col maestro Antonio Casagrande, nel suo ultimo spettacolo teatrale, “Caffè notturno: c'è di peggio care signore”. Con Maurizio Casagrande poi la rivediamo  al cinema in Una donna per la vita (2011). Nel 2015 recita nella commedia natalizia Babbo Natale non viene da Nord, scritta e diretta da Maurizio Casagrande. Legati sentimentalmente, i due collaborano insieme sia al cinema che a teatro. La relazione termina nel 2021, dopo 10 anni di convivenza. Non si sono mai sposati e non hanno avuto figli.
Nel 2017 la vediamo nello spettacolo teatrale “L'ultimo scugnizzo” con Nino D'Angelo. 
Recentemente è stata impegnata come conduttrice del talent Terraemotus Neapolitan, ideato da Marisa Laurito e ha partecipato al docufilm (dell'orchestra di ragazzi disabili) “Ologramma - musica per l'inclusione” di Francesco Zarzana.

## Filmografia

### Cinema
- Il seme della discordia, regia di Pappi Corsicato (2008)
- Quelle strane incomprensioni, regia di Giuseppe Cirillo (2008)
- La sera della prima, regia di Loretta Cavallaro (2008)
- Linea di konfine, regia di Fabio Massa (2009)
- Il ragazzo che abitava in fondo al mare, regia di Mario Santocchio (2010)
- Una donna per la vita, regia di Maurizio Casagrande (2011)
- Non ti pago, regia di Alessandro Capone (2012)
- All'improvviso un uomo, regia di Pino Insegno (2014)
- Babbo Natale non viene da Nord, regia di Maurizio Casagrande (2015)
- La condanna dell’essere, regia di Adriano Morelli (2017)
- Un silenzio assordante, regia di Nicola Napolitano (2019)
- Ologramma - musica per l’inclusione, regia di Francesco Zarzana (2022)
- Un futuro per chi non ha presente, regia di Ernesto Albano (2022)

## Teatro
- Giovanna D'Arco di Bertolt Brecht (2008)
- Dialoghi da... Ibsen (2010)
- Anche l'occhio vuole la sua parte, regia di Maurizio Casagrande (2012–2014)
- Caffè notturno: c'è di peggio care signore, regia di Antonio Casagrande e Maurizio Casagrande (2014–2016)
- Zappatore, regia di Bruno Garofalo (2017)
- L'ultimo scugnizzo, regia di Bruno Garofalo, con Nino D'Angelo (2016/2017)
- Mostri a parte, regia di Maurizio Casagrande (2018/2020)
- Canzone ‘e Guapparia, regia di Bruno Garofalo, con Francesco Merola (2022)

## Web
- Qua nessuno è chef  (2018)
- Quello che vedo  (2018)

## Conduzioni
- Miss Sud 2021 concorso nazionale  (2021)
- Terraemotus Neapolitan Talent ideato e diretto da  Marisa Laurito (2022)
- Miss Sud 2022 concorso nazionale  (2022)